# Gabriele Kröcher-Tiedemann
Gabriele Kröcher-Tiedemann (* 18. Mai 1951 in Ziegendorf in Mecklenburg; † 7. Oktober 1995) war eine deutsche Terroristin aus dem Umfeld der West-Berliner Haschrebellen. Sie war 1972 in Berlin Gründungsmitglied der Bewegung 2. Juni. Nach verschiedenen Straftaten wurde sie 1975 wegen versuchten Mordes zu acht Jahren Gefängnis verurteilt, von Gesinnungsgenossen freigepresst, 1977 in der Schweiz erneut verurteilt, 1989 wiederum des Mordes angeklagt und mangels Beweisen freigesprochen, und schließlich 1991 aus der Haft entlassen.

## Jugend
Die frühe Kindheit verbrachte Gabriele Tiedemann in der DDR. Ihr Vater war wegen „Antikommunismus“ zu einer Gefängnisstrafe verurteilt worden; die Familie siedelte dann Anfang der 1960er Jahre durch den Häftlingsfreikauf in die Bundesrepublik Deutschland über. Dort lebte sie mit ihrem Vater, als Lehrer, in Gütersloh und besuchte das Städtische Gymnasium dort. Nach dem sog. Busenattentat auf Theodor Adorno im April 1969 wurde sie Rädelsführerin einer ähnlichen Protestaktion Anfang Juli 1969 durch Entblößung der Brüste. Daraufhin musste sie die Schule wechseln.
Nach dem Abitur am Bavink-Gymnasium in Bielefeld begann sie an der Universität Bochum ein Studium der Politik und Soziologie und kam dort in Kontakt mit linksradikalen Aktivisten der Roten Ruhr-Armee. Sie wechselte aber bald an die Freie Universität Berlin. Dort stand sie dem Leben in der Kommune nahe und arbeitete in verschiedenen linksradikalen Gruppierungen, unter anderem mit Peter Paul Zahl. Dabei lernte sie auch Norbert Kröcher kennen, ein maßgebliches Mitglied des Zentralrats der umherschweifenden Haschrebellen, den sie heiratete. Fortan trat sie unter dem Namen Gabi Kröcher auf. Norbert Kröcher wurde 1977 bei der Vorbereitung einer Entführung durch die RAF in Schweden festgenommen und später in der Bundesrepublik Deutschland als Terrorist entsprechend §§ 129a, 129b StGB verurteilt.

## Terroristische Betätigung

### Verbrechen in Deutschland, 1971 bis 1975
Kröcher-Tiedemann radikalisierte sich über die Rote Ruhr-Armee, über die keine terroristischen Aktionen bekannt sind. Ab 1971/1972 lebte sie im Untergrund und war mit hoher Wahrscheinlichkeit an verschiedenen Banküberfällen beteiligt. Gemeinsam mit Norbert Kröcher und unter anderen Ralf Reinders, Ina Siepmann war sie 1972 in Berlin an der Gründung der Terrororganisation Bewegung 2. Juni beteiligt. 1973 schoss sie in Bochum beim Versuch, sich der Festnahme zu entziehen, einen Polizisten an, wurde verhaftet und wegen versuchten Mordes zu acht Jahren Gefängnis verurteilt.
Durch die Entführung des Berliner CDU-Vorsitzenden Peter Lorenz durch Mitglieder der Bewegung 2. Juni am 27. Februar 1975 wurde sie mit weiteren Inhaftierten aus dem Umfeld der West-Berliner Terroristen, Verena Becker, Ingrid Siepmann, Rolf Heißler und Rolf Pohle, freigepresst, ausgetauscht und am 3. März 1975 in Begleitung von Heinrich Albertz nach Südjemen ausgeflogen. Daraufhin wurde Peter Lorenz von den Terroristen freigelassen. Kröcher-Tiedemann hatte es zunächst abgelehnt, freigepresst zu werden. Erst nach einem Telefonat mit Rolf Pohle, der sie in der Justizvollzugsanstalt anrufen durfte, entschied sie sich dazu, sich ausfliegen zu lassen.
Kröcher-Tiedemann wird vorgeworfen, am 21. Dezember 1975 gemeinsam mit Hans-Joachim Klein und Ilich Ramírez Sánchez, Codename Carlos, an der OPEC-Geiselnahme in Wien beteiligt gewesen zu sein. Während der Geiselnahme soll ihr Pseudonym Nada gewesen sein. Laut Zeugenaussagen erschoss sie den Polizisten Anton Tichler sowie den irakischen OPEC-Angestellten Alaa Hassan Khafali. Zu einer Verurteilung kam es jedoch nicht.

### Inhaftierung in der Schweiz und Deutschland ab 1977
Am 20. Dezember 1977 wurde Kröcher-Tiedemann nach einem Schusswechsel in Fahy an der französischen Grenze zusammen mit Christian Möller durch Schweizer Grenzschützer verhaftet; dabei wurden zwei Beamte durch Schüsse schwer verletzt. Die Polizei stellte bei der Verhaftung einen Teil des Lösegeldes aus der Entführung des österreichischen Industriellen Walter Michael Palmers sicher.
Kröcher-Tiedemann wurde am 30. Juni 1978 wegen versuchten Mordes zu einer fünfzehnjährigen Haftstrafe verurteilt. Der Prozess auf Schloss Pruntrut unter massiven Sicherheitsvorkehrungen war ein mediales Großereignis, auch weil während des Prozesses in einem Berner Gerichtsgebäude eine Bombe explodierte. Da es in der Schweiz damals keine Hochsicherheitsgefängnisse für Frauen gab, baute der Kanton Bern im Frauengefängnis in Hindelbank einen Sondertrakt speziell für Kröcher-Tiedemann. Dort versuchte sie mit einem Hungerstreik vergeblich, bessere Haftbedingungen zu bewirken.
1986 plante Kröcher-Tiedemann die Heirat mit dem Zürcher Journalisten und Autor Jan Morgenthaler, die ihr nach damaliger Rechtslage automatisch die Schweizer Staatsbürgerschaft beschert und damit auch die geplante Abschiebung nach Deutschland verunmöglicht hätte. Der Zürcher Stadtrat verhinderte die Ehe jedoch unter anderem mit dem Argument städtischer Juristen, da im Gefängnis eine Partnerschaft und damit auch eine Ehe gar nicht möglich sei, handele es sich um eine bloße Scheinehe.
Nach der Verbüßung von zwei Dritteln der fünfzehnjährigen Haftstrafe wurde Kröcher-Tiedemann im Dezember 1987 an Deutschland ausgeliefert, wo sie den Rest ihrer 1975 durch die Freipressung unterbrochenen Haftstrafe zu verbüßen hatte.

### Mordprozess 1989
Ab November 1989 musste sich Kröcher-Tiedemann vor dem Landgericht Köln wegen des Vorwurfs des zweifachen Mordes während der OPEC-Geiselnahme verantworten. Sie wurde am 22. Mai 1990 freigesprochen, da es nach Ansicht des Gerichts zwar einen erheblichen Tatverdacht gab, der sich aber nicht zur Gewissheit verdichten ließ.
Die Beweisführung war aus mehreren Gründen schwierig. So wurden an den Tatorten in Wien von der österreichischen Polizei keine Fingerabdruckspuren gesichert, obwohl die Täter bei dem Überfall keine Handschuhe trugen. Weiterhin war eine Identifizierung von Kröcher-Tiedemann als Tatbeteiligte durch 12 Zeugen am 6. Februar 1976 nach Vorführung von Videoaufnahmen für das Gericht nicht verwertbar (den Zeugen waren Filmaufnahmen von Kröcher-Tiedemann bei der Ausreise aus Deutschland nach der Freipressung aus  der Haft im Rahmen der Lorenz-Entführung gezeigt worden), denn die österreichische Polizei hatte das Filmmaterial allen Zeugen gleichzeitig vorgeführt und sie hatte den Zeugen nicht die Möglichkeit eröffnet, zwischen verschiedenen gefilmten Personen zu wählen.
Schließlich hatten viele Zeugen aus dem Ausland kein Interesse an einer Aussage vor dem Landgericht Köln, weil sie Repressalien befürchteten angesichts der Tatsache, dass Ilich Ramírez Sánchez, der Anführer des Überfalls, damals noch auf freiem Fuß war. Der Tatbeteiligte Hans-Joachim Klein, der in seinem Prozess 2000 Kröcher-Tiedemanns Täterschaft behauptet hat, befand sich zu dieser Zeit noch im Untergrund. „Carlos“ wiederum hat in seinem Prozess 1997 in Paris ausgesagt, Klein habe den Iraker erschossen. Ausschlaggebend für den Freispruch war vermutlich auch die Aussage des damaligen Innenministers Werner Maihofer, Kröcher-Tiedemann sei nach Geheimdienstquellen zur Zeit der OPEC-Entführung noch im Jemen gewesen.

## Leben nach der Haft ab 1991
1991 wurde Kröcher-Tiedemann aus der Haft entlassen. Schon in der Haft hatte sie sich vom Terrorismus losgesagt und die Scheidung von Norbert Kröcher betrieben. 
1992 erkrankte sie an Krebs, musste sich mehreren Operationen unterziehen und starb am 7. Oktober 1995 mit 44 Jahren. Ihr gesamter Schriftnachlass 1975–1995 wird seit 1996 im Internationalen Institut für Sozialgeschichte in Amsterdam als Gaby Tiedemann Papers verwahrt.

## Verfilmungen
In der Fernsehdokumentation Tage des Terrors aus dem Jahr 2005 wurde Kröcher-Tiedemann von Christina Grün dargestellt. Im französischen Film Carlos – Der Schakal aus dem Jahre 2010 übernahm Julia Hummer ihre Rolle.